# Outlook для Windows
Outlook для Windows (англ. Outlook for Windows; також відомий як Новий Outlook) — це клієнт електронної пошти, розроблений Microsoft. Він повинен замінити програми «Пошта», «Календар» і «Люди» у Windows 10 і Windows 11, та постачатиметься за промовчанням на нових пристроях з Windows 11 починаючи з 2024 року.
Новий Outlook було описано в рамках плану Microsoft «One Outlook», тестування почалося в 2022 році. У вересні 2023 року Microsoft почала переведення користувачів попередніх програм на новий Outlook. Його було розміщено в Microsoft Store того ж місяця, хоча він все ще залишається в статусі попереднього перегляду.
Outlook для Windows базується на веб-версії Outlook і використовує такі функції, як кілька облікових записів, у тому числі зі служб, що не належать Microsoft. У ньому все ще відсутні деякі функції Microsoft Outlook (який Microsoft у цьому контексті називає Класичний Outlook), наприклад підтримка PST-файлів.